# Missione Natura
Missione Natura è stato un programma televisivo italiano naturalistico di Fabio Toncelli, scritto con Tullio Bernabei, trasmesso da LA7 tra il 2007 e il 2012. È stato condotto da Vincenzo Venuto (poi passato a Rete 4), biologo specializzato nello studio degli uccelli. Il programma, di cui sono andate in onda sei edizioni, era condotto sul posto in varie zone del pianeta, e si è avvalso della collaborazione dell'erpetologo e fotografo sudafricano Austin Stevens.
Design e sigla edizione 2010 sono stati realizzati dall'art director Alberto Traverso.

Primo logo di Missione Natura

Dalla quinta edizione ha collaborato al programma il divulgatore scientifico e naturalista britannico Sir David Attenborough, conduttore di documentari naturalisti da oltre 50 anni ed è insignito di numerosi titoli onorifici del Regno Unito, oltre che di svariati premi televisivi.
La voce narrante è di Massimo Lodolo.

## Elenco delle puntate

### 2007
- Kangoroo Island
- Canada
- Galapagos
- Ecuador
- Exmouth
- Western Australia
- Coral bay
- Namibia

### 2008
- Sulla rotta degli squali[1]
- Mangiatori di uomini[2]
- Gioco di squadra[3]
- Arrivo in Madagascar[4]
- Paradiso primordiale[5]
- L'ombelico del mondo[6]
- I tesori del Mar dei Pirati[7]
- Sottosopra nel blu[8]

### 2009
- Naica
- Quetzal Coatl
- La balena grigia
- I gorilla di pianura
- A caccia con i pigmei
- La città delle rondini
- I macachi neri
- L'aquila delle Filippine
- Il diario inedito
- Avventura in Abruzzo

### 2010
- Alla scoperta dell'Uganda
- Alla ricerca del Dipnoo
- Patagonia: Penisola di Valdes
- I castori d'Argentina
- I leoni del Benin
- Le giraffe del Niger
- L'anaconda del Venezuela
- Alla scoperta dei Caraibi
- La Sardegna
- Africa Occidentale
- Edizione speciale Norvegia (Strenne)

### 2011
- La stagione dei cuccioli
- Lo squalo bianco
- La risata della iena
- L'isola più bella del mondo
- Il selvaggio pasto degli squali
- L'inganno del serpente corallo
- Vivere con lentezza: il bradipo
- La tigre, regina dell'India
- Cobra, il dio animale
- Il volo delle cicogne

### 2012
- Messico (Album)
- I grandi laghi d'Africa (Album)
- Filippine e Indonesia (Album)
- Venezuela (Album)
- La tartaruga gigante
- Elefanti in riva al mare
- Everglades
- Il linguaggio degli esseri marini
- La Baia di Ha Long
- Alla ricerca dell'ornitorinco
- Il diavolo della Tasmania
- Lettonia: la lince
- Il capodoglio dell'arcipelago delle Azzorre
- Vietnam: La grotta dei pipistrelli